# La trasmigrazione di Timothy Archer
La trasmigrazione di Timothy Archer (The Transmigration of Timothy Archer) è un romanzo del 1982 di Philip K. Dick; è l'ultimo romanzo di Dick pubblicato poco dopo la sua morte, avvenuta nel marzo 1982.
È il terzo ed ultimo romanzo della Trilogia di Valis, che include i romanzi Valis e Divina invasione. In origine era intitolato Bishop Timothy Archer.
La Trasmigrazione è fondamentalmente un romanzo realistico, in cui un solo elemento potrebbe avere una valenza fantastica: l'immaginaria setta degli Zadochiti, e i loro testi gnostici risalenti al 200 a.C., dove si parla del misterioso “anokhi”.

## Trama
Tutto inizia un giorno ben preciso, l'8 dicembre 1980, quando venne assassinato John Lennon. Proprio quel giorno, mentre le radio di tutti gli Stati Uniti (e del mondo) mandavano incessantemente canzoni dei Beatles, Angel Archer si reca nella casa galleggiante di Edgar Barefoot, il classico santone New Age della California primi anni ottanta, a metà tra carisma e ciarlataneria. Angel ha alle sue spalle una vita complicata e devastata, rappresentativa della generazione freak e controculturale degli anni sessanta e settanta: impegno politico e civile, droghe, proteste, rifiuto dei ruoli tradizionali, in primis quello di madre di famiglia. Sposata a Jeff Archer, figlio di un prestigioso leader del movimento dei diritti civili, il vescovo Timothy (ritratto di Jim Pike, carissimo amico di Phil), Angel è legata al prelato anche per via della sua amica Kirsten Lundborg, che diventa l'amante del vescovo.
Quest'ultimo è tanto progressista in politica quanto non-ortodosso nelle questioni religiose: quando vengono scoperti in Israele i rotoli Zadochiti (basati sui reali manoscritti rinvenuti a Nag Hammadi nel 1946), la cui datazione fa sospettare che molto di ciò che è stato attribuito a Cristo fosse stato predicato già da duecento anni da una setta dimenticata, il vescovo Timothy si getta a capofitto nella ricerca della verità, nel tentativo di capire cosa sia l'“anokhi” di cui parlano i papiri ritrovati.
Di qui in poi, la vicenda si fa sempre più tragica: Jeff si suicida, Kirsten si scopre ammalata di cancro e decide di togliersi la vita, il vescovo Archer, screditato ed emarginato dalla sua stessa chiesa per le sue posizioni sempre più eretiche (giunge a identificare l'anokhi degli Zadochiti con un fungo allucinogeno che permette realmente di “vedere Dio”), si reca nel deserto israeliano in un maldestro tentativo di trovare altri documenti, ma incontra solo una morte accidentale.
Di tutta la comunità ritratta dal romanzo restano solo Angel, amareggiata e stanca, e il figlio ebefrenico di Kirsten, Bill. Quest'ultimo è protagonista del grande colpo di scena conclusivo, quando si dichiara reincarnazione del vescovo Archer e comincia a citare le sacre scritture a memoria. Vera trasmigrazione o delirio psicotico? Angel rifiuta di credere alla reincarnazione, ma prende l'impegno di assistere Bill, e questo è il suo modo di onorare gli amici morti.

## Edizioni
- Philip K. Dick, The Transmigration of Timothy Archer, Timescape Books, 1981,  p. 255.
- Philip K. Dick, La trasmigrazione di Timothy Archer, traduzione di Vittorio Curtoni, collana IperFICTION, Interno Giallo n° 1031, Arnoldo Mondadori Editore, 1993.
- Philip K. Dick, La trasmigrazione di Timothy Archer, traduzione di Vittorio Curtoni, collana Piccola Biblioteca Oscar n° 232/3, Arnoldo Mondadori Editore, 2000,  p. 253.
- Philip K. Dick, La trasmigrazione di Timothy Archer, collana Collezione Immaginario Dick, Fanucci, 2006,  p. 288.
- Philip K. Dick, La trasmigrazione di Timothy Archer, traduzione di Paolo Parisi Presicce, in Opere scelte, collana I Meridiani, Arnoldo Mondadori Editore, 2025.